# Franz Höppner
Franz Höppner (* 28. Juli 1905 in Neubrandenburg; † 23. Juni 1989 in Schwerin) war ein deutscher Politiker (SPD/SED), Funktionär des Kulturbundes und der Gesellschaft für Deutsch-Sowjetische Freundschaft (DSF) sowie Direktor des Staatsarchivs Schwerin.

## Leben
Franz Höppner, Sohn einer Arbeiterfamilie, erlernte den Beruf des Maschinenschlossers. 1920 schloss er sich der Sozialistischen Arbeiter-Jugend, 1923 der Sozialdemokratischen Partei Deutschlands (SPD) an. 1922 wurde er Mitglied im Allgemeinen Deutschen Gewerkschaftsbund. Er leitete den SAJ-Unterbezirk Mecklenburg-Strelitz und war Betriebsratsmitglied der Städtischen Werke und Vorstandsmitglied des Ortsvorstandes der SPD Neubrandenburg. Er wirkte 1932/1933 als Stadtverordneter in Neubrandenburg sowie als Mitglied des Landtages Mecklenburg-Strelitz. 1933 wurde er festgenommen, kurzzeitig inhaftiert und unter Polizeiaufsicht gestellt. Zwischen 1940 und 1945 musste er Kriegsdienst leisten. Er geriet und verblieb bis 1948 in sowjetischer Kriegsgefangenschaft.
Nach seiner Rückkehr nach Deutschland wurde er Mitglied der Sozialistischen Einheitspartei Deutschlands (SED) und des Kulturbundes (KB). Er leitete von 1948 bis 1950 die Abteilung Kultur und Erziehung beim Landesvorstand der SED Mecklenburg, anschließend von 1950 bis 1952 die Abteilung Kunst und Literatur im Ministerium für Volksbildung Mecklenburg. 1951/1952 war er als Landesvorsitzender des KB Mecklenburg, dann von 1952 bis 1954 Erster Sekretär der Bezirksleitung Schwerin des KB. 
Ab 1952 war er Mitglied des Bezirkstages Schwerin, von 1954 bis 1964 war er stellvertretender Vorsitzender des Rates des Bezirks Schwerin und von 1955 bis 1978 zudem Erster Vorsitzender des Bezirksverbandes Schwerin der Gesellschaft für Deutsch-Sowjetische Freundschaft. 
Von 1964 bis 1973 war Höppner als Nachfolger des aus politischen Gründen degradierten Hugo Cordshagen Direktor des Mecklenburgischen Landeshauptarchivs bzw. des Staatsarchivs Schwerin.
Er war verheiratet mit Luise Höppner, der Tochter Carl Moltmanns.

## Auszeichnungen
- Vaterländischer Verdienstorden in Bronze (1959) und in Silber (1965)
- Johannes-R.-Becher-Medaille in Gold (1961)
- Orden „Stern der Völkerfreundschaft“ in Silber (1981)